# أحمد خاني
أحمد خاني (بالكردية: Ehmedê Xanî) ولد سنة 1650 في هكاري، وتوفي سنة 1707 في دوغبايزيد. كان خاني كاتبًا وشاعرًا وفيلسوفًا ومتصوفًا كردي.
ولد بين قبيلة خاني في مقاطعة هاكاري في تركيا حاليًا، انتقل إلى دوغبايزيد في مقاطعة ريتكان واستقر هناك، وبدأ بعد ذلك بتدريس اللغة الكردية (الكرمانجية) على المستوى الأساسي، وكان خاني يتقن اللغة الكردية والعربية والفارسية، وكتب قاموسه الكردي-العربي «نوبهارا بجوكان» (ربيع الأطفال) عام 1683 لمساعدة الأطفال في عملية التعلم الخاصة بهم.
أهم أعماله هي قصة الحب الكردية الكلاسيكية الشهيرة؛ «مم وزين» في عام 1692 وسُميّت بملحمة أحمد خاني. اشتملت هذه الملحمة 2661 بيتا شعريا حَوَت فيها كل مايمثل الإنسان وقواه الذاتية كالخير والشر والوجود والجمال والفن والحرية والدعوة إلى الخير وهي شعلة فريدة في مجال العطاء الإنساني وقدرة الفرد على التحمل والبذل في سبيل قضية انسانية. وتشمل أعماله الأخرى كتابًا يدعى «العقيدة الإسلامية»، وهو جزء من القصيدة وجزء من النثر. يشرح الكتاب أركان العقيدة الإسلامية الخمسة. تم نشره في عام 2000 في السويد.
ويُذكر إن خاني مضى حياته في العلم والتعلم ولم يتزوج ولم يكن له أبناء.

## حياته
هو أحمد بن إلياس بن رستم، الملقب بأحمد الخاني. أحمد الخاني هو شاعر وأديب من أشهر الأدباء الأكراد عبر القرون. اختلفت الآراء حول نسب الشاعر، فيقول البعض أنه ولد في مدينة بايزيد، ويقول البعض الآخر أنه ولد في قرية خاني التابعة لمنطقة هكاري القريبة من «جوله ميرك» في شمال كردستان بتركيا. ولد خاني في عام 1650 وتوفي في عام 1707.
كان خاني ابنًا لأسرة متوسطة الحال، وتلقى العلم في الكتاتيب والمساجد في مدينة بايزيد على يد كبار العلماء، ويقول البعض أنه زار الاستانة وسوريا ومصر طلبًا للمزيد من العلم. تلقى الخاني العلم بعد ذلك في المدارس المنتشرة في المدن الكبرى، وأظهر العديد من علامات النبوغ المبكرة، فقد كان مميزًا منذ الرابعة عشر من عمره. تعلم أحمد الخاني العديد من العلوم منها علوم الشريعة والشعر والتصوف والفقه الإسلامي والأدب، وكان متقنًا للغتين الكردية والعربية، ومن شدة إتقانه لهما أصدر قاموس (كردي-عربي) باسم «نوبهار بجوكان»، يُعد هذا القاموس أول قاموس عربي كردي معروف حتى الآن. من مؤلفاته الأخرى «عقيدة الإيمان»، وله العديد من القصائد الغزلية، وقصيدة استطاع أن ينظم الشعر فيها باللغات الكردية والعربية والفارسية.
ذاعت شهرة أحمد الخاني نتيجة لثقافته الواسعة ومعرفته المتعمقة بالأدب والفلسفة والدين. وبالرغم من إتقانه للعديد من اللغات، إلا أنه فضّل الكتابة باللغة الكردية من أجل المساهمة في إثراء الثقافة القومية الكردية. يُعتبر أحمد الخاني من الأوائل الذين ساهموا في تعزيز القضية القومية الكردية والدفاع عنها، داعيًا للوحدة بين كل الأكراد ونبذ الخلافات والخونة من الصف الكردي. يقول بعض النقاد أن رائعته (مم وزين) مثلت بدايات الفكر القومي الكردي وبداية الرغبة في تأسيس دولة قومية كردية.
كانت الفترة التي عاش فيها أحمد الخاني حافلة بالصراع بين الإمبراطورية الفارسية والإمبراطورية العثمانية للسيطرة على ثروات كردستان، كما شهدت تلك الفترة صراعات داخلية بين الأمراء والحكام واقتتال داخلي. أثرت تلك الأحداث على أحمد الخاني ودفعته إلى الدعوة لتوحيد الصف الكردي والوحدة واليقظة لما يُحاك لهم من الخارج، فلم يترك فرصة إلا وكان يدعو فيها الأكراد إلى القوة والعمل.

## ملحمة مم وزين
تُعد مم وزين من أهم الآثار الشعرية لأحمد خاني، تدور أحداث تلك الملحمة في جزيرة بوطان على شاطئ نهر دجلة، في السهل الشاسع بين الهضاب والتلال الخضراء، حيث يكون اسم تلك الجزيرة متألقًا في صدر ربوع كردستان، وتتمتع بقسط كبير من الجمال الطبيعي. كانت تلك الملحمة بداية الرغبة الكردية في تأسيس دولة قومية خاصة بالأكراد، فقد كان يدعو فيها للوحدة ونبذ الخلافات.
تدور أحداث تلك الملحمة، التي تُعتبر إحدى أعظم المآسي العاطفية في تاريخ الأدب الكردي، في عدة أماكن في تلك المنطقة، منها قصر الأمير عز الدين، هذا القصر الشهير بالرقي والبهاء، وكان جماله مستمدًا من الطراز العمراني المميز للقصر، بالإضافة إلى الجمال الشديد لشقيقتي الأمير عز الدين؛ ستي وزين، حيث ذاع صيت جمالهما في العديد من المناطق. تحدث الشاعر عن العامل عند الأمير عز الدين (تاج الدين) وصديقه (مم)، مسهبًا في وصف اللقاء الذي دار بين أبطال القصة، حيث تنكرت الأختان في ثياب شابين ودار بينهم اللقاء، فوقع مم في حب الأميرة زين ووقع تاج الدين في حب أختها ستي.
وفي نص يوضح القوة الأدبية للشاعر أحمد الخاني يقول متحدثًا عن العشق:
«سأزيح للناس الحجاب عن قلب ذلك المسكين الذي كواه الحب المستعر وسحقه الكيد والحقد، وعن قلب تلك البريئة الطاهرة طهارة المزن بين السحب. تلك التي أذابها الشقاء واعتصرتها يد الظلم كما تعتصر الوردة الناعمة في كف غليظة قاسية وعسى أن يتلطف الناقدون لسفري هذا في نقدهم، فهو وإن لم يبلغ درجة الكمال ولكنه طفلي الغالي... عزيز إلى نفسي، مدلل عند قلبي، جميل في عيني. وهو بستان وإن كان قد يرى بين ثماره ما هو فج غير يانع، غير أنها حديقة فؤادي وأزهار فكري ولبي. وحسبهما من جهدي ما قدمت، وحسبي منها ما أثمرت».
تتسارع الأحداث بعد ذلك، ويتمكن تاج الدين من الزواج من الأميرة ستي، لكن مم يظل رهين آلامه، ويتناول الشاعر المأساة التي يقع فيها مم والأميرة زين بطريقة شعرية خلابة. يصف الشاعر وجود شخصية شريرة تقف حائلًا بين آمال العاشقين، وهو بكر حاجب الأمير عز الدين، الذي كان جاسوسًا وناقلًا لأخبار العاشقين إلى الأمير، فزج الأمير مم في السجن، وظل في السجن لمدة عام. وفي هذه المدة زارته الأميرة زين عدة مرات، فقد كانت تعاني العذاب لأجله أيضًا. وفي إحدى الزيارات مات مم وهو يحدث زين، وعندما علم بذلك تاج الدين، قتل الحاجب بكر، ودفنت زين حبيبها مم وبكت عليه كثيرًا. ودفنها الأمير عز الدين بجانب مم حسب رغبتها قبل موتها.
وهنا تنتهي تلك الملحمة، بنهاية وبداية واقعيتين مأساويتين. وظلت تلك الملحمة حاضرة بقوة في الأدب الكردي حتى يومنا هذا.

## أهم مؤلفاته
- ملحمة الحب الكلاسيكية الكردية مموزين (1692).
- طريق الإيمان، كتاب نثر وشعر حول أركان الإيمان الخمسة في الإسلام.
- ربيع الأطفال، قاموس، (عربي - كردي).

## مؤلفات صدرت عنه
- ميرنامه - الشاعر والأمير، رواية من تأليف الكاتب الكردي جان دوست تتحدث عن سيرة أحمد الخاني.

## من اشعاره
- الناسك في معتكفه مقيد بذكر الهه.
- التاجر الجوال يسعى وراء ديناره.
- العاشق المحب في انتظار اللقاء.
- فلتعلم أن كل واحد بلا ريب مهتم بأمر نفسه.[6]
- أنا عطار ولست بائع مجوهرات.
- أنا قد غرست نفسي ولم يعن بتربيتي أحد.
- جبلي أنا من هذه السفوح.
- هذه الكلمات من صميمي الكردي.
- لا تحب المال يامن ملكت اسمًا طيبًا.
- إن حبه يشوه اسم الإنسان.
- أمانا لا تكن للمال حارسًا.
- هكذا رأينا العالم.
- حروبًا ونزاعات من أجل المال.
- ولها باقية قادمة.